# Къртици
Къртиците (Talpa) са род дребни бозайници от семейство Къртицови (Talpidae). Срещат се главно в Европа и Западна Азия. В България е широко разпространена европейската къртица (T. europaea) и са намирани отделни екземпляри от средиземноморска къртица (T. levantis).
Представител е на най-древните и най-нисшите от висшите бозайници. Предните ѝ крайници са с лопатовидна форма и здрави нокти. Те ѝ позволяват да се движи бързо под повърхността на почвата, където изкопава дълги проходи, изхвърляйки пръстта на повърхността на купчини – къртичини. Очите ѝ са закърнели. Има недиференцирани зъби. Храни се с ларви на насекоми.

## Видове
- Talpa altaica – Сибирска къртица
- Talpa caeca – Сляпа къртица
- Talpa caucasica
- Talpa europaea – Европейска къртица
- Talpa davidiana
- Talpa levantis – Средиземноморска къртица
- Talpa occidentalis
- Talpa romana
- Talpa stankovici – Балканска къртица
- Talpa martinorum